# Mosta
Mosta és un municipi de Malta. En el cens de 2005 tenia 18429 habitants i una superfície de 6,8 km². Aquestes dades la fan la segona ciutat del país.
Està situat a la zona central de l'illa i la major atracció de la ciutat és La Rotunda, l'església dedicada a l'Assumpció de Maria i que segons es diu és la tercera cúpula del món. El 9 d'abril de 1942, l'església va ser gairebé destruïda durant la Segona Guerra Mundial. Una bomba va caure damunt la cúpula de l'església travessant-la i caient al terra de marbre de l'església. Però ni va explotar ni va ferir ningú. Una rèplica de la bomba es mostra ara com a record.

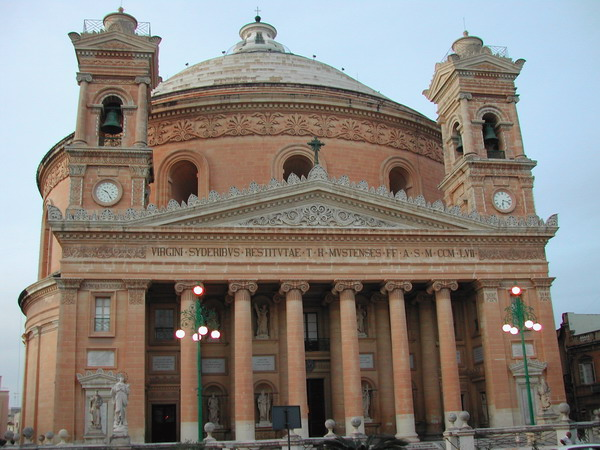
La Rotunda